# Trokosi
Trokosi bezeichnet eine traditionelle sklavereiähnliche Praxis, die in Teilen der westafrikanischen Länder Ghana, Togo und Benin verbreitet ist. Die schätzungsweise 5.000 von dieser Praxis Betroffenen werden ebenfalls Trokosi (in Benin und Togo auch Voodoosi) genannt.
Hierbei werden meist fünf- bis zehnjährige Mädchen (deutlich seltener auch Jungen) an die Priester von Schreinen abgegeben, um Unglück und Sünden von der Familie abzuwenden und/oder die Götter gnädig zu stimmen. Die Trokosi müssen den Priestern dienen, ohne Bezahlung hart arbeiten und werden sexuell ausgebeutet. Schulbildung wird ihnen verwehrt. Flieht oder stirbt ein Trokosi-Mädchen, muss es durch ein weiteres Mädchen der Familie ersetzt werden.
Der Begriff Trokosi leitet sich von den Ewe-Wörtern tro (Gottheit oder Fetisch) und kosi (Sklavin) ab.
Trokosi-Sklaverei ist in den betreffenden Ländern verboten. So wird diese Praxis in Ghana mit drei Jahren Gefängnis bestraft. Dennoch besteht sie in einigen Gegenden noch fort; noch nie ist ein Fall vor Gericht gekommen. Nichtregierungsorganisationen, die sich gegen diese Praxis einsetzen, konnten bisher die Freilassung von etwa 2.000 Trokosi erreichen.